# Безбедносна култура
Безбедносна култура јесте безбедносна активност која изражава спремност деловања и понашања у складу са стеченим знањима и вештинама, као и у складу са прихваћеним вредносним ставовима. Огледа се у препознавању опасности, реаговању на њих избегавањем опасности, отклањањем опасности или упућивањем на оне субјекте који ће професионално реаговати и сачувати угрожене вредности.
Према Љубомиру Стајићу, овај појам можемо означити и као „скуп усвојених ставова, знања, вештина и правила из области безбедности, испољених као понашање и процес, о потреби, начинима и средствима заштите личних, друштвених и међународних вредности од свих извора, облика и носилаца угрожавања, без обзира на место или време њиховог испољавања.“
Стајић такође каже како безбедносна култура подразумева рад, и то свесни рад с циљем очувања постојећег (примарни циљ) или стварања повољнијег (секундарни циљ) безбедносног окружења или бољих услова за живот а наводи и неке основне карактеристике безбедносне културе:
1. Безбедносна култура је део опште културе.
2. Обухвата ставове, знања и вештине из области безбедности.
3. Има, пре свега, превентивну улогу.
4. Одлика је, како глобалног друштва, тако и појединца.
5. Њен циљ је да сачува вредности једног друштва.[3]

Безбедносна култура се може дефинисати и као појава која обухвата свест о законским обавезама, ставове о начину њиховог извршавања, писана и неписана правила понашања, специфични етички кодекс, развијен механизам за превентивно и репресивно деловање у односу на појаве и носиоце угрожавања виталних вредности друштва.
Прва сазнања и садржаји безбедносне културе стичу се у породици, а онда се даље проширују током школовања, допуњују на радном месту, уобличавају културним идентитетом и обрасцима.Ако сагледамо безбедносну културу у односу на друштво, проналазимо њено присуство у свим областима људске делатности: политици, економији, спорту, науци, медијима и слично.
Безбедносна култура је данас један од најбитнијих чинилаца превенције друштвених сукоба како на националном тако и на међународном плану.Процес сарадње и образовања најповољнији су за изградњу безбедносне културе чији је значај неоправдано занемарен и која има значајну улогу у очувању безбедности.